# Fulton County, Georgia
Fulton County är ett administrativt område i delstaten Georgia, USA, med 1 066 710 invånare.  Den administrativa huvudorten (county seat) är Atlanta.

## Geografi
Enligt United States Census Bureau har countyt en total area på 1 385 km². 1 369 km² av den arean är land och 16 km² är vatten.

### Angränsande countyn
- Cherokee County - nordväst
- Forsyth County - nordost
- Gwinnett County - öst
- DeKalb County - öst
- Clayton County - syd
- Fayette County - syd
- Coweta County - sydväst
- Carroll County - väst
- Douglas County - väst
- Cobb County - väst